# Castell de Lloberola
El Castell de Lloberola  es un castell de Lloberola, una entitat de població de Biosca (el Solsonès), declarat bé cultural d'interès nacional.
S'alça al cim d'un turó que s'eleva un centenar de metres per damunt del marge esquerre de la riera de Lloberola, afluent de la riera de Sallent. S'emplaça a mig camí de les planes del Solsonès i la vall de Llobregós. Té comunicació visual amb el castell de Ribelles.

## Història
El primer document que fa referència a Lloberola és el testament del comte d'Urgell Ermengol I, datat el 1007 (1009). La notícia més antiga del castell és del 1041, per una venda d'un hort. El 1046 es documenta el qui podria ser un castlà, Ramon Guillem de Lloberola. L'alt domini del castell devia restar, però, en mans del comte d'Urgell i per això, el 1167, el comte Ermengol VII d'Urgell llegà el castell al seu fill Ermengol VIII.
L'any 1172 posseïa el castell Pere Sanç de Llobera, a qui pervingué de la seva esposa Dolça, que el tenia pel vescomte Ramon Folc de Cardona. L'any 1225 Guillem, vescomte de Cardona, feu redactar el seu testament en el qual deixava al seu fill Ramon Folch el Castell de Lloberola. El domini dels Cardona continua documentat el segle xiv.
El 1736 la senyoria del lloc pertanyia a Miquel d'Agulló-Pinós marquès de Gironella, que residia a Barcelona.

## Arquitectura

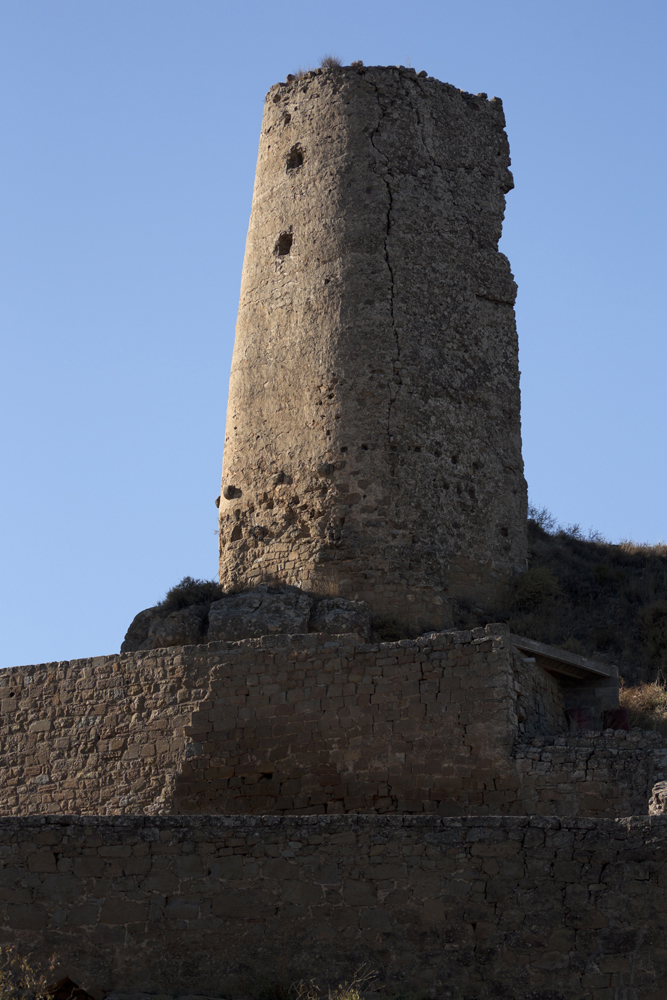
Castell de Lloberola (octubre 2011)

El castell de Lloberola és un castell preromànic en el qual perviu el món musulmà que es concreta en una fortificació orientada al nord, amb la finalitat de defensar la banda més dèbil d'aquesta esplanada fortificada. Després, dues fortificacions, fetes successivament de tal manera que una folra a l'altre. Al llarg de l'any 1000 es troben altres mostres de folrament: Vallferosa, Ardèvol, Ponts, Orenga, etc.
És situada al cim d'un turó d'uns 30 m de llarg per uns 13 m d'ample. Segons revelen les seves ruïnes, es va bastir en diverses fases constructives. L'edificació més antiga, és la muralla que tancava el sector nord-oest del turó, de la qual es conserven diversos trams, formats per grans carreus de pedra units amb morter de calç. En una segona fase es va bastir a la banda sud una torre de planta lleugerament trapezial, que actualment fa una alçada d'uns 6 metres, si bé en origen devia ser força més alta i un mur perimetral encara visible per exemple a la banda oest. Els murs conserven encara els forats destinats a les bigues de la bastida. En una tercera fase es va folrar exteriorment la torre per fer-la més alta i reforçar-ne els murs i una paret corba a l'extrem sud que recobria l'antiga muralla. Les parets d'aquesta segona torre s'adossen a les cares sud, est i oest de la primera.

### La muralla nord
Al nord-oest trobem uns quants metres de muralla de tancament. A l'extrem de ponent unos 8 m de mur llis d'uns 2 m d'alçada. Se suposa que hi havia uns 23 m de muralla que tancavan tota la part septentrional. L'aparell constructiu és format per 5 filades de grans carreus quadrats (55 cm x 55 cm) units amb morte de bona qualitat. Les restes conservades fan suposar l'existència d'una muralla de tancament defensada per dues o tres bestorres quadrangulars. La datació de la muralla es pot situar en època musulmana, força abans de l'any 1000.

### La torre de planta trapezial

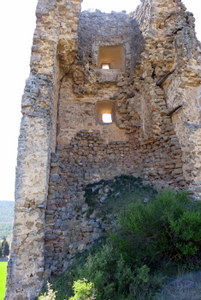
Castell de Lloberola (abril 2015)Torre de folre

En un segon període es construí una petita torre de planta lleugerament trapezial que fa 160 cm de nord a sud, 190 cm a la cara sud i 250 cm a la cara nord amb un gruix de parets de 120 cm. Són visibles uns 6 m d'alçada però devia ser més alta doncs hi ha una part inferior colgada sota terra. Les cares exteriors dels murs de la torre són fetes amb pedres petites, col·locades en filades. Tanmateix, la construcció correspon més aviat a un encofrat i en els murs s'hi veuen els forats destinats a les bigues de la bastida, separats per una distància de 140 cm. A l'interior hi ha dues petites bigues que van d'est a oest i una que va de sud a nord. Forats i bigues de fusta són molt usuals en les construccions fetes amb tàpia.
La torre interior i el primer recinte es poden relacionar amb un primer moment de fortificació cristiana (segle xi). És una torre molt primitiva, comparable a la torre del castell de Tona o el castell adossat de Castellví de Rosanes (Baix Llobregat).

### La torre de folre
La torre primitiva era molt petita i, en un moment posterior es va recobrir exteriorment per a reforçar-la i fer-la més alta. També es reforçà el mur perimetral per la banda exterior. Les parets de la segona torre tenen un gruix de 120 cm i tenen 2 m més d'altura que la primerenca. Feta amb carreus més grans a la part inferior i recoberts d'un arrebossat de calç. En aquesta torre externa també hi ha restes d'estructures de fusta que han quedat fossilitzades en diversos solcs longitudinals. Els angles externs del sud-est i del sud-oest de la segona torre són arrodonits.
Les torres de Lloberola pertànyen a una fortificació refeta dues vegades -segons les necessitats defensives del moment- en dates pròximes a l'any 1000.
Les dues obertures que travessen el mur sud de la torre i també els permòdols que hi ha a fora en un nivell inferior, és possible que fossin fets o encastats a la baixa edat mitjana o fins i tot ja en època moderna.